# Gondi
Gondi je narod dravidskog podrijetla koje živi u centralnoj Indiji. Narod' živi u državama Madhya Pradesh, istočnoj Maharashtri, Chhattisgarhu, sjevernopm Andhra Pradeshu i zapadnoj Orissi. S preko 4 milijuna pripadnika, predstavljaju najveće službeno priznato pleme centralne Indije.
Gondi jezik je blizak Teluguu i drugim dravidskim jezicima. Polovica Gondija govori Gondi jezicima, dok ostatak govori Indoarijski jezicima, uključujući hindi.
Gondi se tradicionalno bave poljoprivredom; neki prakticiraju rotiranje usjeva, dok ostali uzgajaju žitarice i stoku. Gond društvo je oštro stratificirano i ne predstavlja primjer jednakosti kao druge plemenska društva. Gondi pripadaju velikim plemenima (koja uključuju Santale i Bhile) koji su tradicionalno dominirali centralnim oblastima. Međutim, kao i ostali adivasi, Gondi su dosta trpili zbog gubitka zemlje od 1960-ih.
Tradicionalna gondska religija uključuje poseban panteon bogova i duhova, koje mnogi Gondi štuju uz hinduizam.
Gondwana ili "zemlja Gonda" je uopćeni naziv za jugoistočni Madhya Pradesh, istočnu Maharashtru, te dijelove Chhattisgarha, Orisse i sjevernog Andhra Pradesha. U toj regiji je postojalo nekoliko gondskih kraljevstava od 15. do sredine 18. st.a, kada su se u nju proširile Marate sa zapada west. Regija je dala ime Gondwanalandu, drevnom južnom superkontinentu od koga su nastale današnja Afrika, Južna Amerika, Australija, Indija i Antarktika.
Gondi iz Andhra Pradesha su izgubili glavnu prednost u obrani svojih zemalja kada su Banjare, grupa nomadskih stočara koja se bila doseljevala u teritoriju Gonda, dobili status "plemena" godine 1977. Taj je status je omogućio Banjarama da se "legalno" dočepaju gondske zemlje i natječu s Gondima za mjesta u skupštinama, namještenja u obrazovnim institucijama i drugim pogodnostima. Pošto Banjare taj status nemaju u susjednoj Maharashtri, odatle u Andra Pradesh stalno dolaze banjarski imigranti u potrazi za boljim životom.

## Obrazovanje
Niz komisija za "jezičko pitanje" je zahtijevalo da se Gondi, barem u osnovnim školama, podučavaju na vlastitom jeziku. Međutim, državne vlade su često zahtijevale uvođenje regionalnog jezika u škole u gondskim oblastima. Osnovno školovanje među Gondima Andhra Pradesha, na primjer, je počelo 1940-ih i 1950-ih. Vlada je odabrala grupu Gonda koji su bili napola pismeni na teluguu i dala im osnove pisma. Te osobe su postale učitelji koji su podučavali na Gondiju, i njihovi napori su imali uspjeha do 1970-ih, kada je državna politika zahtijevala obrazovanje na teluguu. Ta je promjena izazvala problem, jer dotadašnji učitelji nisu mogli podučavati na teluguu, a učitelji koji su govorili telugu nisu bili u stanju podučvati u često udaljenim plemenskim školama.